# Kniphofia porphyrantha
Kniphofia porphyrantha är en grästrädsväxtart som beskrevs av John Gilbert Baker. Kniphofia porphyrantha ingår i Fackelliljesläktet som ingår i familjen grästrädsväxter. Inga underarter finns listade i Catalogue of Life.